# Son of a Gun (film 1918)
Son of a Gun è un cortometraggio muto del 1918 diretto da F. Richard Jones.

## Produzione
Il film fu prodotto dalla Fox Film Corporation (come Sunshine Comedies).

## Distribuzione
Distribuito dalla Fox Film Corporation, il film - un cortometraggio in due bobine - uscì nelle sale cinematografiche USA il 20 gennaio 1918.